# Domantas
Domantas ist ein litauischer männlicher Vorname, abgeleitet von do und Mantas. Die weibliche Form ist Domantė.

## Namensträger
- Domantas Čypas (* 1996), Eishockeyspieler
- Domantas Sabonis (* 1996), Basketballspieler